# Žihobce - zámek
Žihobce - zámek este o arie protejată (arie specială de conservare — SAC, sit de importanță comunitară — SCI) din Republica Cehă întinsă pe o suprafață de 0,11 ha, integral pe uscat.

## Localizare
Centrul sitului Žihobce - zámek este situat la coordonatele 49°12′54″N 13°37′55″E / 49.215°N 13.631944°E.

## Înființare
Situl Žihobce - zámek a fost declarat sit de importanță comunitară în aprilie 2005 pentru a proteja 1 specie de animale. Situl a fost protejat și ca arie specială de conservare în iulie 2012.

## Biodiversitate
Situată în ecoregiunea continentală, aria protejată nu include niciun habitat protejat.
La baza desemnării sitului se află o specie protejată de  mamifere: liliacul mic cu potcoavă (Rhinolophus hipposideros).